# Château du Fresne-Camilly
Pour les articles homonymes, voir Le Fresne et Camilly.
Le château du Fresne-Camilly est un édifice situé sur le territoire de la commune de Le Fresne-Camilly dans le département français du Calvados.

## Localisation
Le monument est situé dans le département français du Calvados, à Le Fresne-Camilly, au hameau Camilly.

## Historique
L'édifice est construit dans la première moitié du XVIIe siècle pour la famille Blouet de Camilly, et remplace un édifice médiéval. Il est incendié pendant la Révolution française en 1792.
Il est reconstruit au tout début du XIXe siècle pour le comte Leforestier d'Osseville.
Certains éléments du château font l'objet d'une inscription comme monument historique depuis le 26 mars 1973 : les façades et les toitures, la chapelle, la grille d'entrée, le pigeonnier ainsi que les restes des fossés de l'ancien château.

## Architecture
L'édifice est édifié en calcaire de Creully.
Le colombier, la chapelle, les caves et les douves sont antérieurs à l'édifice du XIXe siècle.
Le colombier, important, a perdu sa toiture ; il est cependant bien conservé.